# Ernst Jandl

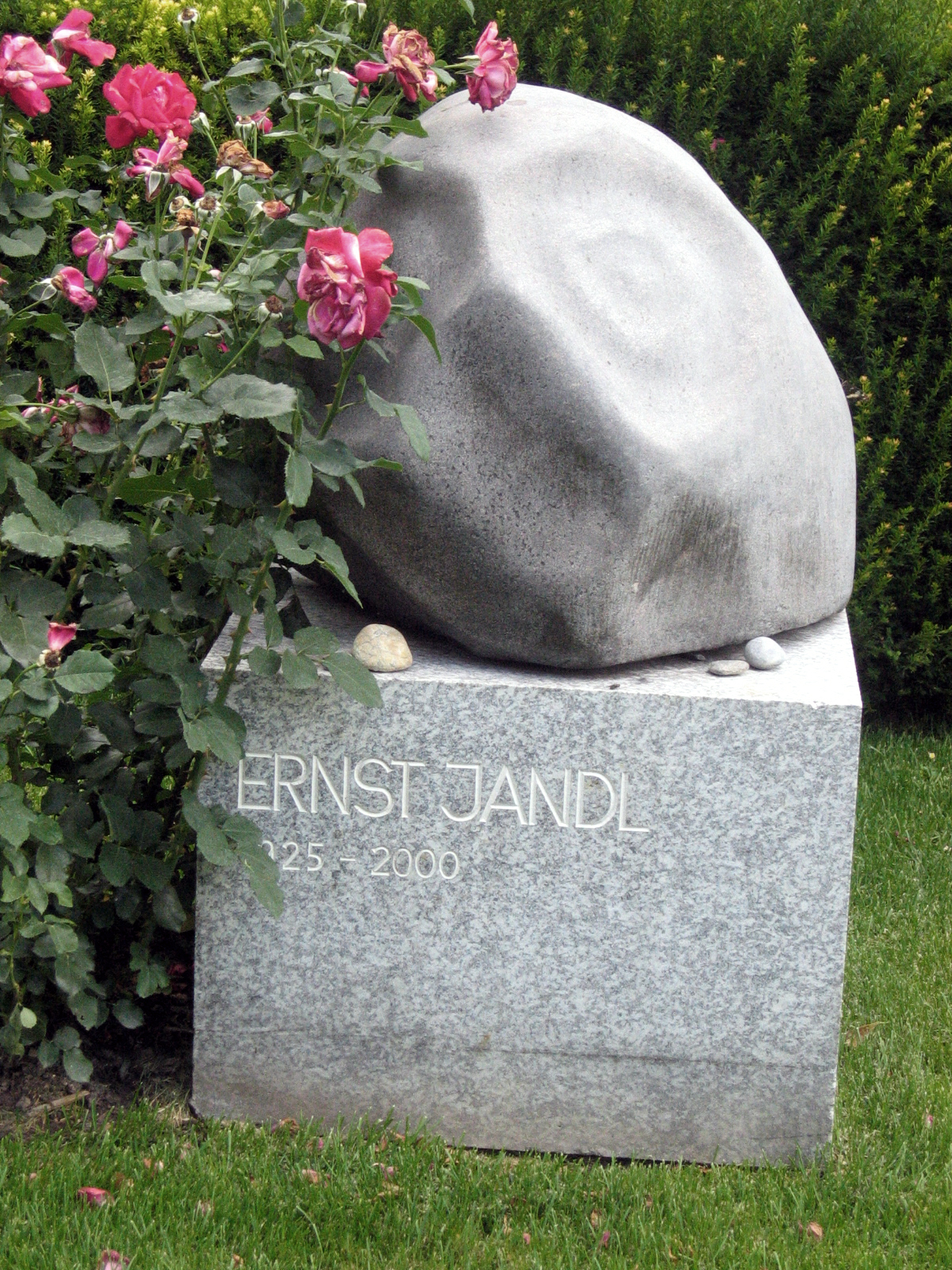
Ernst Jandls gravsten.

Ernst Jandl, född 1 augusti 1925 i Wien, död 9 juni 2000 i Wien, var en österrikisk författare.

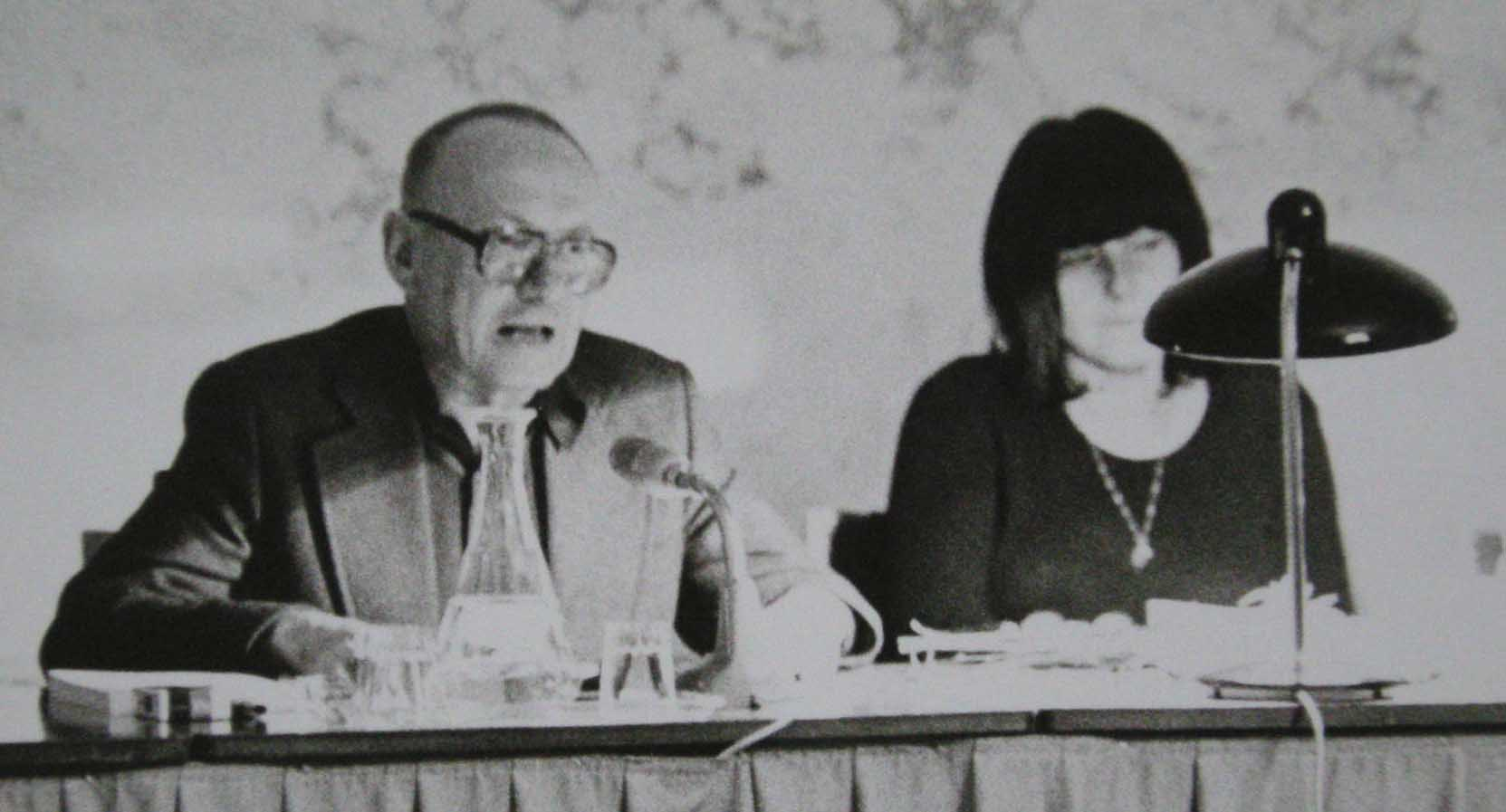
Ernst Jandl och Friederike Mayröcker,
vid en uppläsning i Wien 1974.

## Biografi
Ernst Jandl enrollerades som 18-åring i Nazitysklands Wehrmacht. Vid krigsslutet två år senare råkade Jandl i amerikansk krigsfångenskap, vilket enligt honom själv var en befrielse. Under tio månader satt han internerad i Storbritannien, där han grundlade en livslång kärlek till engelskan. Väl hemma igen utbildade han sig till engelsklärare och började skriva på allvar. Han blev medlem av den breda organisationen Art-Club och stod även nära den radikala, litterärt experimenterande Wiener Gruppe.

## Verksamhet
Ernst Jandl reagerade mot vad han ansåg vara naziregimens förflackning av det tyska språket och hans fortsatta gärning riktade sig mot vad han själv kallade kadavertyskan, naziregimens språk. Följande dikt och dess tillkomst illustrerar Jandls känsla för livets och språket små sammanhang. Den 12 maj 1957 var Jandl ute och åkte spårvagn och hamnade därvid mittemot två kvinnor, vilka samtidigt som vagnen passerade stationen "Südostbahnhof" förde ett samtal om vad en viss sextonårig ung man skulle ta sig till med livet. En av kvinnorna läspade kraftigt och i sitt inre formade Jandl om hennes "s" till det engelska "th". Så uppstod dikten 16 Jahr:
16 jahr
thechdthen jahr
thüdohdbahnhof
thechdthen jahr
wath tholl
wath tholl
thüdthdbahnhof
thechtdthen jahr
wath tholl
wath tholl
der bursch
wath tholl
der machen
wath tholl
wath tholl
der machen
thechdthen jahr
thüdothbahnhof
wath tholl
der machen
der bursch
mit theine
thechdthen jahr
"16 jahr" säger en hel del om hans diktning. Det vardagliga anslaget är A och O hos Jandl men man kan också peka på rytmkänslan där upprepningarna spelar en bärande roll. Jandl älskade jazzälskare framförde gärna sina dikter tillsammans med olika jazzgrupper. Hans dikter är väl anpassade till att läsas högt.